# Henri Leconte
Henri Leconte (* 4. Juli 1963 in Lillers) ist ein ehemaliger französischer Tennisspieler.

## Leben
Leconte gewann auf der ATP World Tour neun Einzel- und zehn Doppeltitel und erreichte 1986 mit Rang 5 seine beste Platzierung in der Weltrangliste.
Sein größter Erfolg als Einzelspieler bei einem Grand-Slam-Turnier gelang ihm 1988 bei den French Open, als er ins Endspiel einziehen konnte, in dem er Mats Wilander unterlag. An der Seite von Yannick Noah hatte er 1984 dort die Doppelkonkurrenz gewonnen. 1985 erreichte er, wieder mit Noah, das Doppelfinale der US Open.
Leconte spielte zwischen 1982 und 1994 ohne Unterbrechung in der französischen Davis-Cup-Mannschaft, seine Gesamtbilanz war dabei 41:25. Er trat sowohl im Einzel als auch im Doppel an. An der Seite von Guy Forget blieb er in elf gemeinsamen Spielen ungeschlagen, seine Doppelbilanz war 17:5. Mit seinem Sieg im Einzel gegen Pete Sampras sowie im Doppel mit Guy Forget gegen Ken Flach und Robert Seguso trug er wesentlich zum Gewinn des Davis Cup im Jahr 1991 bei; sein letztes Einzel gegen Andre Agassi wurde nicht mehr ausgespielt, da Frankreich bereits uneinholbar führte. Im selben Jahr wurden Leconte und Forget von der Sportzeitung L’Équipe zu Frankreichs Sportlern des Jahres („Champion des champions“) gewählt. Zudem gewann Leconte 1986 mit der französischen Mannschaft den World Team Cup.
Seine letzten Titel gewann Leconte 1993 bei den Gerry Weber Open im Einzel sowie bei den Indian Wells Masters zusammen mit Guy Forget. 1996 beendete er seine Karriere auf der ATP Tour, danach trat er auf der ATP Champions Tour an.
Leconte galt im internationalen Profitennis der 1980er Jahre als „der geniale Clown“, der auch in wichtigen Partien durch Mimik und Gestik Schabernack mit dem Publikum trieb. In seinem Heimatland war er jedoch nie so populär wie sein Landsmann Yannick Noah; viele Franzosen waren der Ansicht, dass Leconte ohne seine Extravaganzen auf dem Tennisplatz noch erfolgreicher hätte sein können.
An den Australian Open nahm er 2010 als Kommentator für das australische Fernsehen teil. Am 4. Juni 2010 trat er für Frankreich bei der TV Total Autoball WM 2010 an.

## Auszeichnungen
- 1991: Weltmannschaft des Jahres mit der französischen Davis-Cup-Mannschaft bei der Wahl der Gazzetta dello Sport (gemeinsam mit Guy Forget)
- Am 22. November 2014 wurde Leconte beim Davis-Cup-Finale zwischen Frankreich und der Schweiz in Lille zusammen mit Guy Forget mit dem Davis Cup Award of Excellence ausgezeichnet.[3]

## Erfolge
| Legende (Siege in Klammern)   |
| Grand Slam (1)                |
| Olympische Spiele             |
| Tennis Masters Cup            |
| ATP Masters Series (1)        |
| ATP International Series Gold |
| ATP International Series (17) |
| ATP Challenger Series (2)     |

| Titel nach Belag |
| Hartplatz (5)    |
| Sand (11)        |
| Rasen (2)        |
| Teppich (1)      |

### Einzel

#### Turniersiege
| Nr. | Datum              | Turnier   | Belag         | Finalgegner      | Ergebnis           |
| --- | ------------------ | --------- | ------------- | ---------------- | ------------------ |
| 1.  | 1. November 1982   | Stockholm | Hartplatz (i) | Mats Wilander    | 7:6, 6:3           |
| 2.  | 16. Juli 1984      | Stuttgart | Sand          | Gene Mayer       | 7:6, 6:0, 1:6, 6:1 |
| 3.  | 8. April 1985      | Nizza (1) | Sand          | Víctor Pecci     | 6:4, 6:4           |
| 4.  | 9. Dezember 1985   | Sydney    | Rasen         | Kelly Evernden   | 6:7, 6:2, 6:3      |
| 5.  | 8. September 1986  | Genf      | Sand          | Thierry Tulasne  | 7:5, 6:3           |
| 6.  | 15. September 1986 | Hamburg   | Sand          | Miloslav Mečíř   | 6:2, 5:7, 6:4      |
| 7.  | 11. April 1988     | Nizza (2) | Sand          | Jérôme Potier    | 6:2, 6:2           |
| 8.  | 21. November 1988  | Brüssel   | Teppich (i)   | Jakob Hlasek     | 7:6, 7:6, 6:4      |
| 9.  | 14. Juni 1993      | Halle     | Rasen         | Andrij Medwedjew | 6:2, 6:3           |

#### Finalteilnahmen
| Nr. | Datum            | Turnier           | Belag         | Finalgegner     | Ergebnis      |
| --- | ---------------- | ----------------- | ------------- | --------------- | ------------- |
| 1.  | 18. Juli 1983    | Kitzbühel         | Sand          | Guillermo Vilas | 6:7, 6:4, 4:6 |
| 2.  | 10. Oktober 1983 | Sydney Indoor (1) | Hartplatz (i) | John McEnroe    | 1:6, 4:6, 5:7 |
| 3.  | 6. Februar 1984  | Memphis           | Teppich (i)   | Jimmy Connors   | 3:6, 6:4, 5:7 |
| 4.  | 14. Oktober 1985 | Sydney Indoor (2) | Hartplatz (i) | Ivan Lendl      | 4:6, 4:6, 6:7 |
| 5.  | 16. Juni 1986    | Bristol           | Rasen         | Vijay Amritraj  | 6:7, 6:1, 6:8 |
| 6.  | 25. April 1988   | Hamburg           | Sand          | Kent Carlsson   | 2:6, 1:6, 4:6 |
| 7.  | 23. Mai 1988     | French Open       | Sand          | Mats Wilander   | 5:7, 2:6, 1:6 |

### Doppel

#### Turniersiege

##### ATP Tour
| Nr. | Datum             | Turnier         | Belag         | Partner         | Finalgegner                     | Ergebnis                |
| --- | ----------------- | --------------- | ------------- | --------------- | ------------------------------- | ----------------------- |
| 1.  | 23. November 1981 | Bologna         | Sand          | Sammy Giammalva | Tomáš Šmíd Balázs Taróczy       | 7:6, 6:4                |
| 2.  | 29. März 1982     | Nizza (1)       | Sand          | Yannick Noah    | Paul McNamee Balázs Taróczy     | 5:7, 6:4, 6:3           |
| 3.  | 11. Oktober 1982  | Basel           | Hartplatz     | Yannick Noah    | Fritz Buehning Pavel Složil     | 6:2, 6:2                |
| 4.  | 24. Oktober 1982  | Wien            | Hartplatz (i) | Pavel Složil    | Mark Dickson Terry Moor         | 6:1, 7:6                |
| 5.  | 11. April 1983    | Aix-en-Provence | Sand          | Gilles Moretton | Iván Camus Sergio Casal         | 2:6, 6:1, 6:2           |
| 6.  | 28. Mai 1984      | French Open     | Sand          | Yannick Noah    | Pavel Složil Tomáš Šmíd         | 6:4, 2:6, 3:6, 6:3, 6:2 |
| 7.  | 23. Juli 1983     | Kitzbühel       | Sand          | Pascal Portes   | Colin Dowdeswell Wojciech Fibak | 2:6, 7:6, 7:6           |
| 8.  | 5. November 1984  | Stockholm       | Hartplatz (i) | Tomáš Šmíd      | Vijay Amritraj Ilie Năstase     | 7:5, 7:5                |
| 9.  | 17. April 1988    | Nizza (2)       | Sand          | Guy Forget      | Heinz Günthardt Diego Nargiso   | 4:6, 6:3, 6:4           |
| 10. | 7. März 1993      | Indian Wells    | Hartplatz     | Guy Forget      | Luke Jensen Scott Melville      | 6:4, 7:5                |

##### Challenger Tour
| Nr. | Datum            | Turnier  | Belag   | Partner          | Finalgegner                       | Ergebnis |
| --- | ---------------- | -------- | ------- | ---------------- | --------------------------------- | -------- |
| 1.  | 27. April 1981   | Parioli  | Sand    | Gilles Moretton  | Florin Segărceanu Ben Testerman   | 6:4, 6:3 |
| 2.  | 4. November 1991 | Helsinki | Teppich | Tarik Benhabiles | Alex Antonitsch Glenn Layendecker | 7:5, 7:6 |

#### Finalteilnahmen
| Nr. | Datum            | Turnier         | Belag         | Partner      | Finalgegner                         | Ergebnis           |
| --- | ---------------- | --------------- | ------------- | ------------ | ----------------------------------- | ------------------ |
| 1.  | 19. April 1982   | Bournemouth     | Sand          | Ilie Năstase | Paul McNamee Buster Mottram         | 6:3, 6:7, 3:6      |
| 2.  | 28. März 1983    | Monte Carlo (1) | Sand          | Yannick Noah | Heinz Günthardt Balázs Taróczy      | 2:6, 4:6           |
| 3.  | 23. Januar 1984  | Philadelphia    | Teppich (i)   | Yannick Noah | Peter Fleming John McEnroe          | 2:6, 3:6           |
| 4.  | 26. August 1985  | US Open         | Hartplatz     | Yannick Noah | Ken Flach Robert Seguso             | 7:6, 6:7, 6:7, 0:6 |
| 5.  | 18. April 1988   | Monte Carlo (2) | Sand          | Ivan Lendl   | Sergio Casal Emilio Sánchez Vicario | 1:6, 3:6           |
| 7.  | 17. Juni 1990    | Queen’s Club    | Rasen         | Ivan Lendl   | Jeremy Bates Kevin Curren           | 2:6, 6:7           |
| 8.  | 10. März 1991    | Indian Wells    | Hartplatz     | Guy Forget   | Jim Courier Javier Sánchez          | 6:7, 6:3, 3:6      |
| 9.  | 11. Oktober 1992 | Toulouse        | Hartplatz (i) | Guy Forget   | Brad Pearce Byron Talbot            | 1:6, 6:3, 3:6      |
| 10. | 13. Juni 1994    | Halle           | Rasen         | Gary Muller  | Olivier Delaître Guy Forget         | 4:6, 7:6, 4:6      |